# 568 a.C.
Il 568 a.C. (DLXVIII a.C. in numeri romani) è un anno  del VI secolo a.C.

## Eventi

### Politica
- I babilonesi, sotto il comando di Nabucodonosor II, invadono l'Egitto.
- Aramatle-qo succede ad Aspelta come Re di Nubia.

### Sport
- Arrachione diviene, per la seconda volta, campione di pancrazio ai Giochi olimpici antichi.